# Portret Kazimiery ze Skoraszewskich Żółtowskiej
Portret Kazimiery ze Skoraszewskich Żółtowskiej – obraz olejny autorstwa Franciszka Ksawerego Lampiego, powstały w ok. 1825 roku, znajdujący się w „Galerii sztuki polskiej XVII–XIX wieku” Muzeum Narodowego we Wrocławiu.

## Historia
Franciszek Ksawery Lampi zamieszkał w Warszawie w 1815 roku. Tworzył portrety kobiet z warszawskiej elity. Malował modelki ujęte w popiersiu lub w półpostaci, delikatnie idealizując ich wizerunek. Motyw muślinowych lub tiulowych welonów i szali zapożyczył od Jeana-Baptistego Isabey’a. Przedstawiona na portrecie uśmiechniętą szatynka to Kazimiera ze Skoraszewskich (1781–1829), żona gen. Edwarda Żółtowskiego. Portret córki Żółtowskich znajduje się w kolekcji Muzeum Narodowego w Warszawie. Kobieta na wrocławskim portrecie ma na sobie białą sukienkę, jej ramiona okrywa niebieski szal. Modelka przedstawiona została na tle romantycznego pejzażu.
Obraz powstał w Warszawie ok. 1825 roku. Dzieło o wymiarach 90 × 75 cm to obraz olejny na płótnie. Zakupiono go w salonie dzieł sztuki dla Muzeum Narodowego we Wrocławiu w 2023 roku dzięki dotacji Ministerstwa Kultury i Dziedzictwa Narodowego. Po przeprowadzeniu prac konserwatorskich w styczniu 2025 obraz trafił na wystawę stałą „Sztuki polskiej XVII–XIX wieku” w gmachu głównym muzeum (nr inwentarzowy MNWr VIII-3245).